# Petrovce nad Laborcom
Petrovce nad Laborcom este o comună slovacă, aflată în districtul Michalovce din regiunea Košice, pe malul râului Laborec⁠(d). Localitatea se află la altitudinea de 119 m deasupra n.m., se întinde pe o suprafață de 10,22 km2 și în 2017 număra 1.042 de locuitori.

## Istoric
Localitatea Petrovce nad Laborcom este atestată documentar din 1254.

## Demografie
| An:                | 1994 | 2004   | 2014   | 2024    |
| ------------------ | ---- | ------ | ------ | ------- |
| Număr de persoane: | 887  | 966    | 1018   | 1128    |
| Diferență:         |      | +8,90% | +5,38% | +10,80% |

| An:                | 2023 | 2024   |
| ------------------ | ---- | ------ |
| Număr de persoane: | 1107 | 1128   |
| Diferență:         |      | +1,89% |